# Strangalia svihlai
Strangalia svihlai är en skalbaggsart som beskrevs av Holzschuh 1989. Strangalia svihlai ingår i släktet Strangalia och familjen långhorningar. Inga underarter finns listade i Catalogue of Life.